# Station-to-Shuttle Power Transfer System

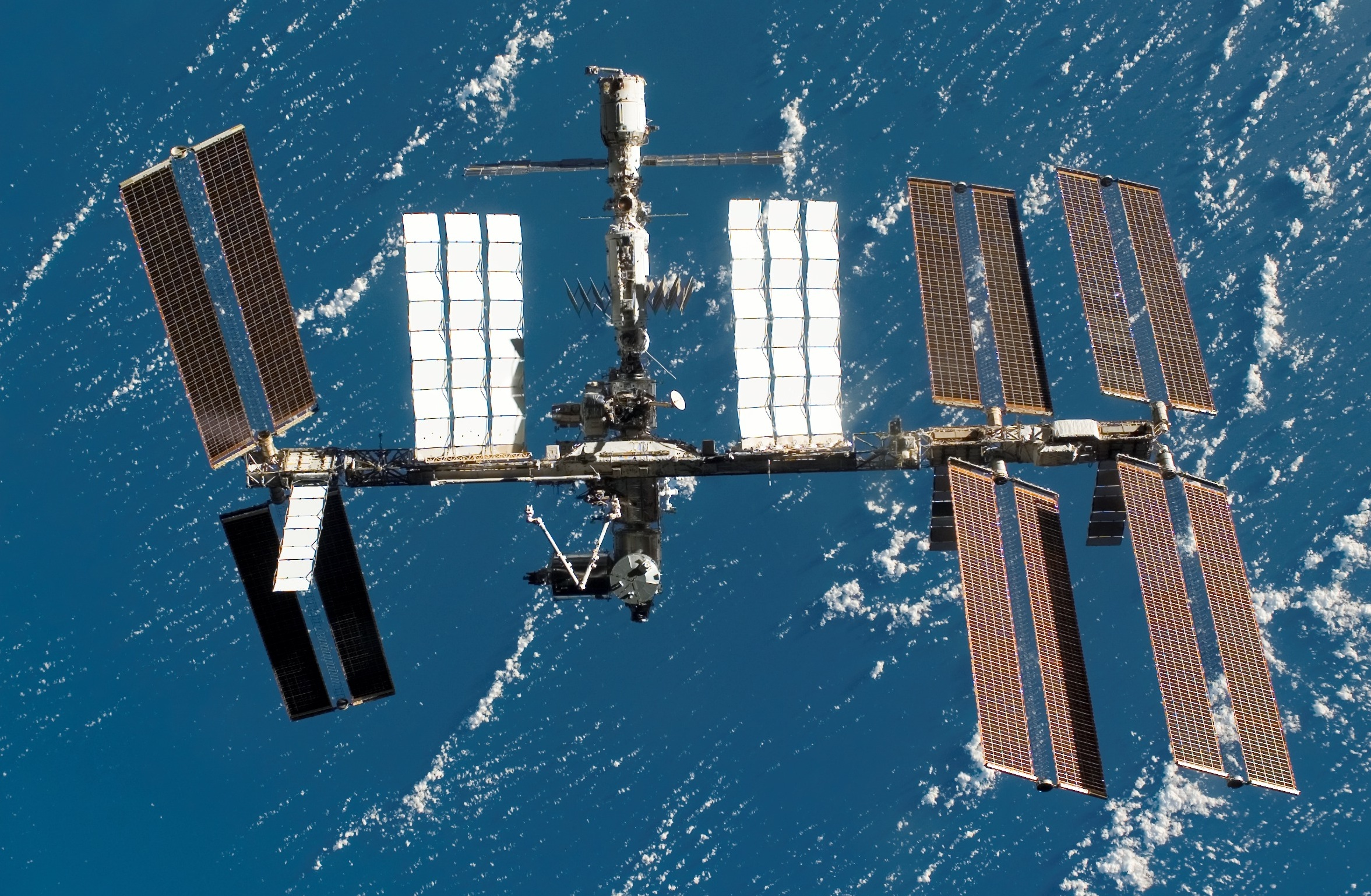
trạm ISS sau STS-123

Station-to-Shuttle Power Transfer System (SSPTS) là hệ thống này cung cấp điện năng từ trạm không gian quốc tế cho tàu con thoi.

## Lịch sử
Đề án SSPTS đặc biệt ở chỗ nó là đề án phát triển lớn đầu tiên mà chương trình trạm không gian quốc tế của Boeing và chương trình tàu con thoi của NASA làm việc cùng nhau. Chương trình ISS của Boeing cung cấp tài chính cho đề án theo một hợp đồng từ trước. Đề án được bắt đầu tháng 9 năm 2003 bởi Boeing, được phát triển tại các cơ sở ở Huntington Beach và Canoga Park thuộc California. Pratt and Whiney Rocketdyne Propulsion and Power (Canoga Park) chế tạo các PTU trong khi trung tâm hỗ trợ sản phẩm Houston – Boeing sản xuất dây cáp cho trạm. Boeing Huntington Beach đã phát triển các nâng cấp cho tàu con thoi, ví dụ như các dây cáp mới cho các tàu con thoi, công tắc điều khiển và hiển thị của buồng lái.
Hệ thống này được lắp đặt trên trạm vào tháng 2 năm 2007. Việc cải tiến các tàu con thoi để sử dụng được hệ thống này hoàn thành vào tháng 5 năm 2007. Endeavour là tàu con thoi đầu tiên được nâng cấp, kế tiếp là Discovery. Atlantis không được trang bị hệ thống này. Endeavour cũng là tàu con thoi đầu tiên sử dụng hệ thống này trong STS-118 tháng 7 năm 2007.

## Chức năng
Hệ thống này giúp hệ thống điện năng trên tàu con thoi được nối vào hệ thống các tấm thu năng lượng mặt trời của trạm, giúp làm giảm lượng tiêu thụ hirô và ôxi lỏng của các pin nhiên liệu của tàu con thoi để tạo ra điện. Qua đó, thời gian mà các tàu con thoi có thể ở trên trạm được kéo dài hơn, từ 6-8 ngày lên 9-12 ngày tùy theo công việc. Sự tăng thời gian này giúp các phi hành gia có thêm thời gian chuyển hàng hóa, thực hiện các thí nghiệm cũng như kiểm tra lớp vỏ của tàu con thoi.

## Cơ cấu

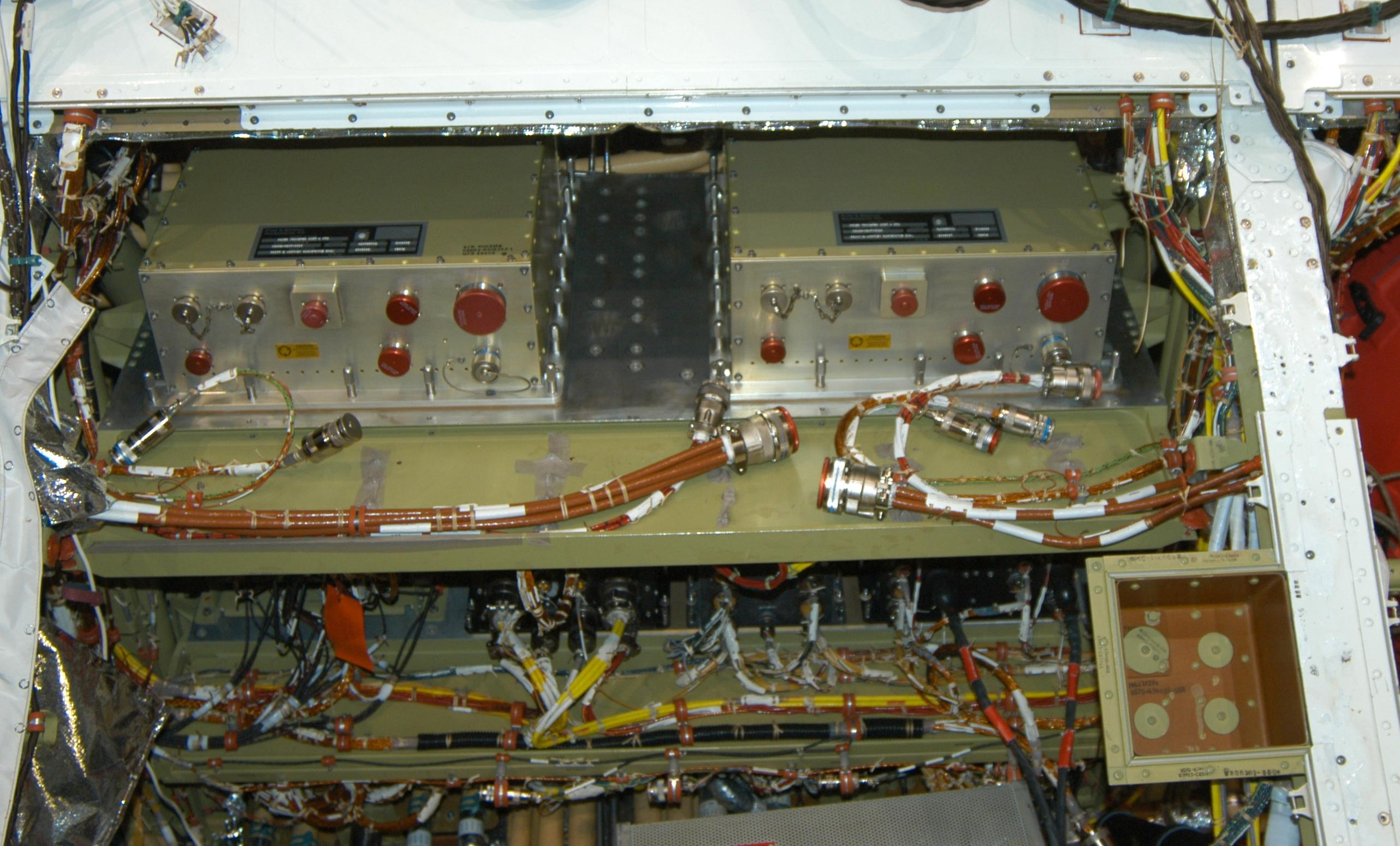
Một PTU

Trước khi có sự cải tiến này, các tàu con thoi chỉ có thể truyền tải năng lượng từ hệ thống 28 V DC của nó sang hệ thống 120 V DC của trạm qua một thiết bị gọi là bộ phận biến đổi điện năng (Assembly Power Converter Unit – APCU). Trái lại, các con tàu này lại không thể lấy điện năng từ trạm. SSPTS thay thế APCU bởi một thiết bị gọi là bộ phận truyền tải điện năng (Power Transfer Unit – PTU). PTU ngoài khả năng thực hiện công việc của APCU còn có thêm khả năng chuyển đổi dòng điện 120 V DC của trạm về dòng 28 V DC của tàu con thoi. Hệ thống này giúp trạm có thể cung cấp cho tàu con thoi tới 8 kW điện. Ngoài PTU, các dây cáp điện mới cũng được tích hợp vào các tàu con thoi cũng như vào trạm. Với sự cải tiến này, tàu con thoi vẫn có khả năng cung cấp dòng 120 V DC cho các module hậu cần đa mục đích bên trong khoang chở hàng cũng như cung cấp năng lượng để giữ ấm cho các module được mang lên bởi tàu con thoi. SSPTS gồm 2 PTU bên trong tàu con thoi, mỗi cái có 3 bộ chuyển đổi: 2 bộ biến đổi năng lượng cho tàu (Orbiter Power Conversion Units – OPCU) và một bộ APCU. Mỗi OPCU biến đổi 2.2 kW điện 124 V trên trạm ra 2 kW điện 28 V để sử dụng trên tàu con thoi.